# Evermannia
Evermannia là một chi của Họ Cá bống trắng

## Các loài
Chi này hiện hành có các loài sau đây được ghi nhận:
- Evermannia erici W. A. Bussing, 1983
- Evermannia longipinnis (Steindachner, 1879) (Enigmatic goby)
- Evermannia panamensis C. H. Gilbert & Starks, 1904
- Evermannia zosterura (D. S. Jordan & C. H. Gilbert, 1882)